# Damiano Damiani
Damiano Damiani (* 23. Juli 1922 in Pasiano di Pordenone, Friaul-Julisch Venetien, Italien; † 7. März 2013 in Rom) war ein italienischer Drehbuchautor und Filmregisseur. Internationale Beachtung fand er durch gesellschaftskritische Polit- und Mafiathriller wie Der Clan, der seine Feinde lebendig einmauert (1971) oder Warum musste Staatsanwalt Traini sterben? (1975).

## Leben
In Mailand studierte Damiani an der Accademia di Belle Arti di Brera. Er betätigte sich politisch und zeichnete Comics, Werbeplakate und Poster. Es folgten erste Mitarbeiten an Dokumentarfilmen. 1953 ging er nach Rom und lernte dort Cesare Zavattini kennen, der Damiani mit dem filmischen Neorealismus bekannt machte. Bevor er als Regisseur selbständig arbeitete, war er auch als Co-Autor für mehrere Filme tätig.
Damianis Filme handeln oft von der Verflechtung von Politik und Mafia. Daneben drehte er Actionfilme. Als Vorlage seiner Filme benutzte er gerne Romane bekannter Autoren wie Alberto Moravia. Auch für das Fernsehen drehte er Filme über die Mafia. So war die Serie Allein gegen die Mafia mit Michele Placido ein internationaler Erfolg. Trotz oder wegen dieses Erfolges hatte die Fernsehserie viele Gegner.
Seine größten Erfolge feierte Damiani Ende der Sechzigerjahre, Anfang der Siebzigerjahre mit den Mafiafilmen „Der Tag der Eule“, „Der Clan, der seine Feinde lebendig einmauert“, „Verfahren eingestellt – vergessen Sie’s“ und „Warum musste Staatsanwalt Traini sterben?“. Die Hauptrolle spielte stets Franco Nero. „Der Clan, der seine Feinde lebendig einmauert“ war nicht nur in seinem Ursprungsland sehr erfolgreich, sondern fand breite internationale Beachtung.
Anders als der gleichaltrige, ebenfalls in dieser Zeit sehr erfolgreiche Francesco Rosi konzentrierte sich Damiani nicht nur darauf, die Strukturen der Mafia aufzuzeigen, sondern drehte sehr emotionale Thriller und Kriminalgeschichten, bei denen die Organisationen meist im Hintergrund blieben und nur ihre Handlungen und Verwicklungen nach und nach von den Protagonisten aufgezeigt wurden. Damiani bewies dabei sein großes Talent in der Bildkomposition und Kameraführung.

## Filmografie
Drehbuch
- 1948: Uomini senza domani – Regie: Gianni Vernuccio
- 1953: Gauner mit Herz (Piovuto dal cielo) – Regie: Leonardi di Mitri
- 1957: Helena, die Kurtisane von Athen (Afrodite, Dea dell'amore) – Regie: Mario Bonnard
- 1957: Die Bestie von Paris (I misteri di Parigi) – Regie: Fernando Cerchio
- 1958: Herodes – Blut über Jerusalem (Erode il grande) – Regie: Arnaldo Genoino
- 1959: Wolgaschiffer (I battellieri del Volga) – Regie: Viktor Tourjansky
- 1959: Judith – Das Schwert der Rache (Giuditta e Oloferne) – Regie: Fernando Cerchio
- 1959: Lösegeld Kilometerstein 15 (L'inferno addosso) – Regie: Gianni Vernuccio
- 1960: Aufstand der Tscherkessen (I cosacchi) – Regie: Viktor Tourjansky, Giorgio Rivalta
- 1960: Der Fluch des Pharao (Il sepolcro dei re) – Regie: Fernando Cerchio
- 1995: Das gebrochene Schweigen (Non parlo più) (Fernsehfilm) – Regie: Vittorio Nevano

Darsteller
- 1967: Töte Amigo (Quien sabe)
- 1971: Das Verfahren ist eingestellt: Vergessen Sie's! (L'istruttoria è chiusa: dimentichi)
- 1973: Die Ermordung Matteottis (Il delito Matteotti) – Regie: Florestano Vancini
- 1975: Warum musste Staatsanwalt Traini sterben? (Perché si uccide un magistrato?)
- 1983: Allein gegen die Mafia (La piovra)
- 1984: Pizza Connection (The pizza connection, nur TV-Langfassung)
- 2003: Ricordi e fotografie

Regie und Drehbuch
- 1947: La banda d'Affori (Dokumentarfilm)
- 1954: Le Giostre (Dokumentarfilm)
- 1960: Unschuld im Kreuzverhör (Il rossetto)
- 1961: Das bittere Leben (Il sicario)
- 1962: Insel der verbotenen Liebe (L'isola di Arturo)
- 1963: Wiedersehen für eine Nacht (La rimpatriata)
- 1963: Die Nackte (La noia)
- 1966: Hexe der Liebe (La strega in amore)
- 1967: Töte Amigo (Quien sabe)
- 1968: Una ragazza piuttosto complicata
- 1968: Der Tag der Eule (Il giorno della civetta)
- 1970: Recht und Leidenschaft (La moglie più bella)
- 1971: Der Clan, der seine Feinde lebendig einmauert (Confessione di un commissario di polizia al procuratore della repubblica)
- 1971: Das Verfahren ist eingestellt: Vergessen Sie's! (L'istruttoria è chiusa: dimentichi)
- 1972: Girolimoni, das Ungeheuer von Rom (Girolimoni – il mostro di Roma)
- 1974: Verbannt (Il sorriso del grande tentatore)
- 1975: Warum musste Staatsanwalt Traini sterben? (Perché si uccide un magistrato?)
- 1975: Nobody ist der Größte (Un genio, due compari, un pollo)
- 1977: Ich habe Angst (Io ho paura)
- 1977: Goodbye and Amen (Goodbye & Amen)
- 1979: Ein Mann auf den Knien (Un uomo in ginocchio)
- 1980: Die tödliche Warnung (L'avvertimento)
- 1981: Blut und Parolen (Parole e sangue) (Fernsehen)
- 1984: Pizza Connection (The pizza connection)
- 1986: Die Untersuchung (L'inchiesta)
- 1987: Der Zug (Il treno di Lenin) (Fernsehfilm)
- 1989: Die finstere Sonne (Il sole buio)
- 1991: Racheengel (L'angelo con la pistola)
- 1994: Una bambina di troppo (Fernsehen)
- 1998: Liebe deinen Feind (Ama il tuo nemico)
- 2000: Ama il tuo nemico 2
- 2003: Ricordi e fotografie

nur Regie
- 1982: Amityville II – Der Besessene (Amityville II – The Possession)
- 1983: Allein gegen die Mafia (La piovra)
- 1986: La gran incognita
- 1987: Imago urbis (Dokumentarfilm, 1 Segment)
- 1988: Spiel mit dem Tod (Gioco al massacro)
- 2000: Alex l'ariete
- 2001: Eine andere Welt ist möglich (Un altro mondo è possibile)
- 2002: Assassini dei giorni di festa

## Auszeichnungen
- 1971: Internationales Filmfestival Moskau – bester Film für Der Clan, der seine Feinde lebendig einmauert
- 1972: Étoile de Cristal – bester ausländischer Film für Der Clan, der seine Feinde lebendig einmauert
- 1984: Goldener Gong für Allein gegen die Mafia